# Yokohama Marine Tower
Yokohama Marine Tower (横浜マリンタワー Yokohama Marin Tawā?) este un turn din Yokohama, Japonia. Cu înălțimea sa de 106 m, a fost cel mai înalt far din lume.
Turnul, care are o greutate de 12.000 tone, și care este iluminat seara, a fost inaugurat în 1961.
Până la 1 septembrie 2008 a funcționat ca far, al cărui lumină se rotea de 6 ori pe minut și care era vizibil de la 47 km.
De pe observatorul care se află la o înălțime de 100 m se vede tot orașul Yokohama, iar în zile cu vizibilitate bună și Muntele Fuji.
Turnul, care în anii de glorie a avut cca. 1,05 milioane de vizitatori pe an, a fost închis în decembrie 2006 din cauza scăderii numărului de vizitatori (270.000 în 2005), dar municipiul Yokohama a preluat administrarea și l-a redeschis pentru public în mai 2009.

## Galerie

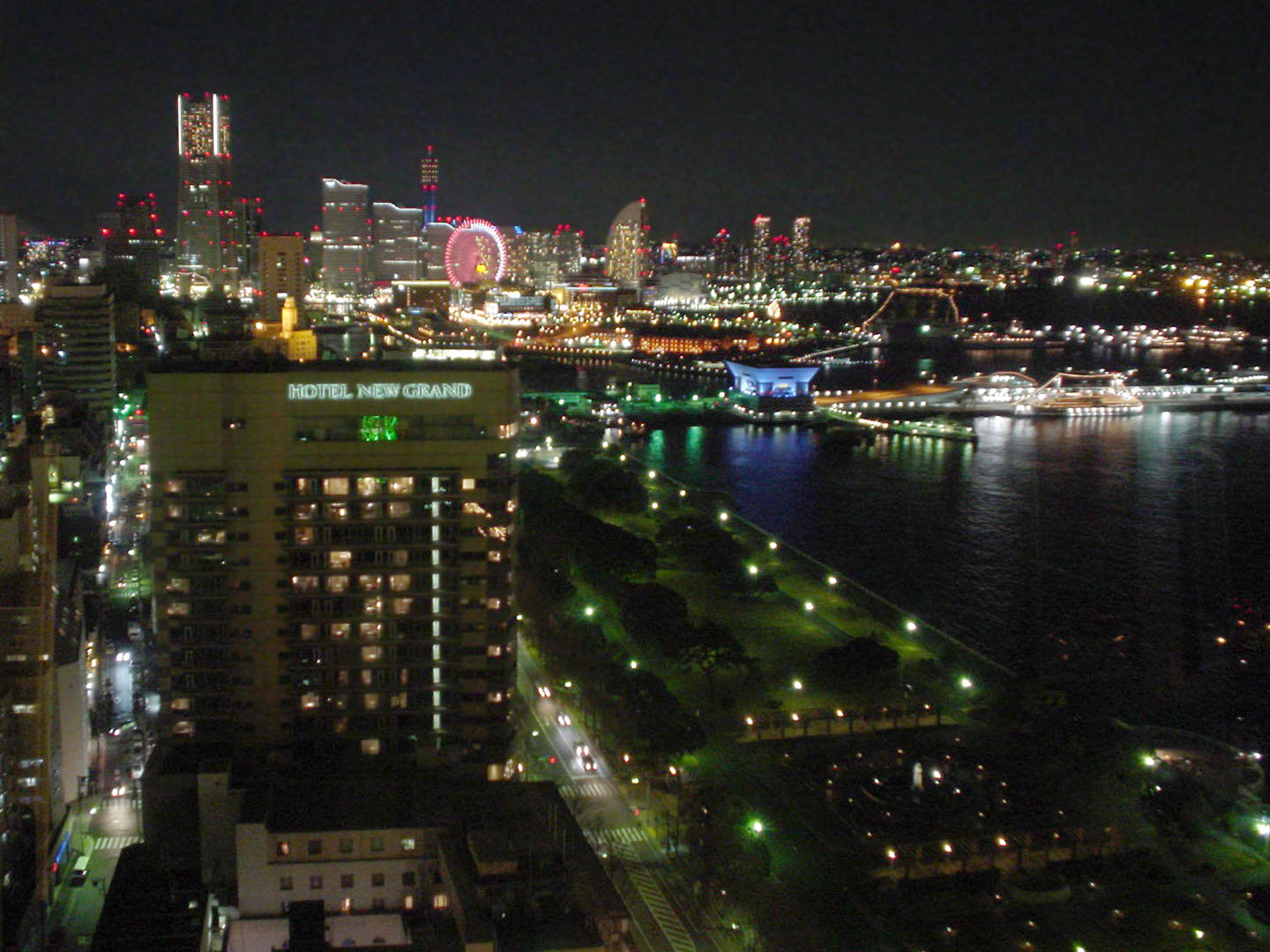
Parcul Yamashita şi Minato Mirai 21 văzute de pe turn
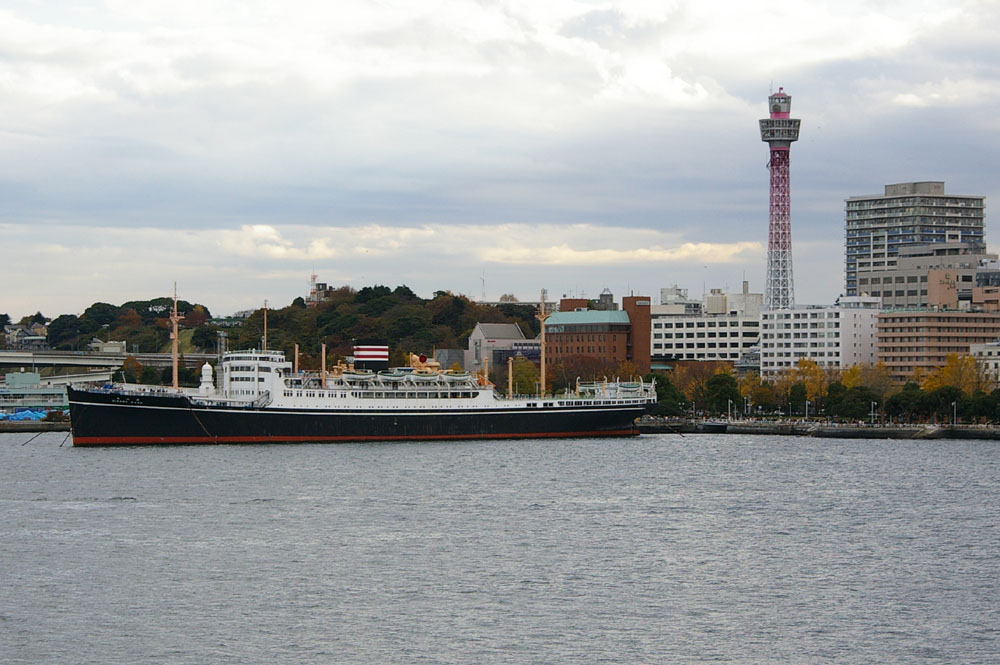
Hikawa-maru şi Marine Tower
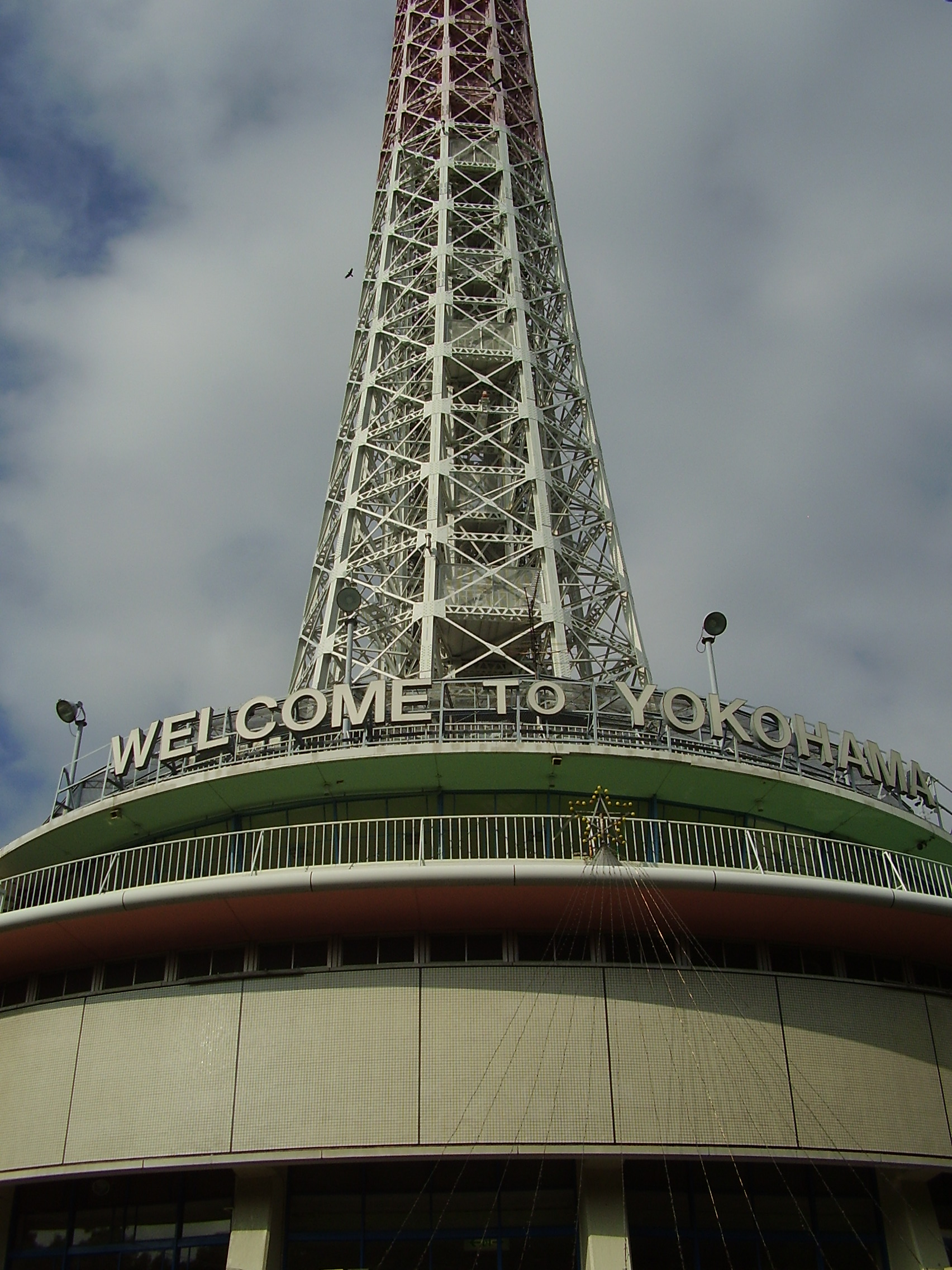
Semnul „Bine aţi venit la Yokohama” la baza turnului